# Caesarius av Terracina
Caesarius, Cesarius eller Cesareo (grekiska Καισάριος ο διάκονος, latin Caesarius Diaconus), född omkring 85 i Karthago, död 1 november 107 i Terracina, var en diakon och kristen martyr. Han vördas som helgon i Romersk-katolska kyrkan.
Caesarius placerades i en säck och kastades i havet för att han vägrade att offra till de hedniska gudarna.
Hans minnesdag firas den 1 november.